# 雅琦
法提麦·雅琦（1978年10月6日—），中国女演员。回族，汉名王雅琦。5岁开始在中国儿影戏剧表演班学习表演，1993年，主演电影《小岛情深》、《天地人心》，1996年，主演电视剧《战国》。1997年在解放军艺术学院戏剧系本科学习。被媒体誉为“回族第一美女”。2010年末，与香港演员李子雄结婚。現育有一子。

## 电视剧作品
| 劇名                   | 角色           | 备注       |
| 《活佛济公》           | 如萍           |            |
| 《少林武王》           | 小妮           |            |
| 《少林寺传奇》         | 贺儿公主       |            |
| 《大旗英雄传》         | 花灵铃(柳荷衣) |            |
| 《铁观音传奇》         | 陈玉萱         |            |
| 《漕运码头》           | 甘戎           |            |
| 《国事家事》           | 严锐           |            |
| 《情洒香山》           |                |            |
| 《冬暖之涵碧园的春天》 | 徐雯雯         |            |
| 《大明玉玺》           | 天慈           |            |
| 《大清药王》           | 兰香           |            |
| 《岭南药侠》           | 木蝴蝶         |            |
| 《金手指》             | 费青青         |            |
| 《红墨坊》             | 落霞           |            |
| 《刘姥姥外传》         | 袭人           |            |
| 《大阿哥溥儁》         | 小芸           |            |
| 《命运配方》           | 龙萌萌         |            |
| 《鲁班大师》           | 公孙惠娥       |            |
| 《聊斋先生》           | 陈燕子         |            |
| 《青春出动》           | 黄小芯         |            |
| 《花妮妹妹》           | 水清           |            |
| 《皇后进宫》           | 阿蛮           |            |
| 《精武英雄陈真》       | 苏九妹         |            |
| 《天下第一媒》         | 薛英华         |            |
| 《少年包青天1》        | 丫头           | 第六单元   |
| 《东周列国战国篇》     | 斯妤           | 荆轲的情人 |
| 《半为苍生半美人》     | 惠娘           |            |

## 电影作品
| 劇名                 | 角色       |
| 《人皇伏羲》         | 狐妖       |
| 《立正》             | 蒋晓红     |
| 《父子神探之双子座》 | 宋晓西     |
| 《黑色风景里的女人》 | 早早       |
| 《小岛情深》         | 海柳       |
| 《嫁定老爸》         | 添儿       |
| 《缘在他乡》         | 若男/ 亚男 |
| 《红旗飘飘》         | 桂花       |
| 《情归故里》         | 玉兰       |
| 《双峰山》           | 小凤       |
| 《猎豹》             | 阿艺斯     |
| 《天地情结》         |            |